# Рейтинг Mail.ru
Рейтинг Mail.ru — система веб-аналитики, собирающая данные о посетителях веб-сайтов и их устройствах. Установлена на 850 000 сайтов, ежедневно замеряет статистику посещений более 90 млн уникальных посетителей. Принадлежит компании VK.

## История
Рейтинг Mail.ru начал свою работу в 1998 году на базе каталога сайтов Рунета List.ru. Тогда проект по сбору статистики назывался Рейтинг LIST100 и был доступен по адресу www.counter.list.ru. В 2001 году каталог List.ru вместе с рейтингом стал частью портала Mail.ru. Рейтинг LIST100 сменил название на Рейтинг Mail.ru.

## Возможности
Рейтинг Mail.ru позволяет владельцам сайтов оценить показатели посещаемости своих ресурсов, посмотреть социально-демографические и технологические характеристики аудитории и строить аналитические отчёты по этим данным.
Сбор данных о посещаемых веб-ресурсах позволяет формировать рейтинг популярных сайтов по категориям и выдерживает рекордные нагрузки и измерять интернет-активность пользователей сайтов.
Сторонние пользователи могут оценить или сравнить различные сайты по показателям посещаемости и популярности (например, при выборе партнёра или рекламного носителя).

## Функциональность

### Посещаемость
Общая, в разрезе по годам, месяцам, неделям, дням и минутам. Данные о просмотрах и сессиях: глубина, длина сессии, процент возвратов на сайт. Данные об аудитории: величина, процент постоянных, время на сайте, данные о постоянных посетителях. Система позволяет измерять цели (определённые администратором пути или показатели).

### Посетители
Пол, возраст, географическое положение, используемые браузеры, операционные системы и устройства.

### Содержимое сайта
Посещения определенных доменов и страниц сайта. Источники: по какой ссылке пришли посетители на ту или иную страницу и по какой ссылке они с неё ушли.

### Входящий трафик
Детальная информация о том, откуда пришли посетители сайта.